# Ottavio Dazzan
Ottavio Dazzan (* 2. Januar 1958 in Quilmes, Argentinien; † 16. Januar 2024) war ein argentinisch-italienischer Bahnradsportler.

## Sportliche Laufbahn
1975 wurde Ottavio Dazzan bei den erstmals ausgetragenen Weltmeisterschaften der Junioren in Lausanne Weltmeister im Sprint, noch als Argentinier. Im Finale besiegte er den deutschen Gerhard Scheller. Im Jahr darauf ging er nach Italien und nahm die dortige Staatsbürgerschaft an. 1980 startete er bei den Olympischen Spielen in Moskau im Sprint und belegte Rang acht. Achtmal errang er in seinem neuen Heimatland nationale Titel in Keirin und Sprint auf der Bahn, zweimal wurde er Europameister im Sprint.
Auch bei Weltmeisterschaften war Dazzan erfolgreich: 1983 in Zürich belegte Dazzan Platz drei; im Jahr darauf wurde er in Barcelona zweifacher Vize-Weltmeister in Sprint und Keirin. 1985 in Bassano del Grappa wurde er erneut Vize-Weltmeister im Keirin und Dritter im Sprint, 1988 in Gent nochmals Vize-Weltmeister im Keirin.
Ottavio Dazzan war berüchtigt für seinen wagemutigen Fahrstil, mit dem er immer wieder seine Kontrahenten und sich selbst in Gefahr brachte.
Dazzan starb im Januar 2024 im Alter von 66 Jahren.